# 卧里托格拉克镇
卧里托格拉克镇，是中华人民共和国新疆维吾尔自治区喀什地区伽师县下辖的一个乡镇级行政单位。
2016年7月13日，新疆维吾尔自治区人民政府批复同意撤销卧里托格拉克乡建制，设立卧里托格拉克镇。

## 行政区划
卧里托格拉克镇下辖以下地区：
塔格艾日克村、尤库日阔什库勒村、卧吐勒阔什库勒村、托格热克斯木村、喀塔尔墩村、色日克托克拉克村、恰拉欧萨村、阿吉勒克里克村、托库勒村、喀热古鲁克村、尤库日买里村、夏普吐勒买里斯村、苏坎阿斯特村、亚帕勒托格勒克村、帕尔恰托格勒克村、龙口村、拜什托普村、肖尔杰乃克村、盖孜乃库木村、吾堂村、喀赞库勒村、阿克代尔亚村、喀尕买里斯村、阿亚格阿克代尔亚村、喀拉尤滚村、吐盖奥勒迪村、尤汗托格热克村、巴扎村、卧里托格拉克村、阿克乌斯堂村、阿亚克阔什库勒村、英巴格村、阔曲买贝希村、托格拉克勒克村和场子村。